# Trichoniscus styricus
Trichoniscus styricus är en kräftdjursart som beskrevs av Hans Strouhal 1958B. Trichoniscus styricus ingår i släktet Trichoniscus och familjen Trichoniscidae. Inga underarter finns listade i Catalogue of Life.